# دهستان بمپور شرقی
دهستان بمپور شرقی نام دهستانی در بخش مرکزی شهرستان بمپور استان سیستان و بلوچستان در ایران است.

## جمعیت
براساس سرشماری مرکز آمار ایران در سال ۱۳۹۵، جمعیت آن ۱۰،۷۲۶ نفر بوده‌است.